# Cam Archer
Cam Archer (* 1981) ist ein amerikanischer Independent-Filmer und Fotograf. Sein erster Langfilm Wild Tigers I Have Known wurde auf dem 2006er Sundance Film Festival uraufgeführt. Ausführender Produzent war der bekannte Regisseur Gus Van Sant, der schon den Dokumentarfilm Tarnation produziert hat. Der symbolreiche Film erzählt die Geschichte des 13-jährigen Logan (dargestellt von Malcolm Stumpf), der seine Homosexualität entdeckt. In der Kritik wurde besonders die preisgekrönte Kameraarbeit Aaron Platts hervorgehoben.
Archer hat ebenfalls zahlreiche Kurzfilme und Musikvideos gedreht, unter anderem zu Songs von Xiu Xiu, Zero 7, Pantaleimon, Current 93 und Six Organs of Admittance. Die drei letzteren steuerten Musik zu Wild Tigers bei.